# Canihua
Canihua (Chenopodium pallidicaule), ej att förväxlas med quinoa, är en ört med ursprung från Anderna och säljs oftast som frön. Fröna innehåller mycket protein, kring 15–19 procent, samt de fleromättade fettsyrorna Omega-3, 6 och 9. Canihua är även rikt på mineralerna kalcium, fosfor och järn. Canihua är mindre till storleken än släktingen quinoa (Chenopodium quinoa).
I likhet med teff har canihua på senare år fått spridning som glutenfritt alternativ i matlagningen.